# Ito Takeo
Takeo Itō (伊東 武夫, Itō Takeo) (Fukuoka, 6 de julho de 1889-24 de fevereiro de 1965) foi um general no Exército Imperial Japonês durante a Segunda Guerra Mundial ou a Guerra do Pacífico. Comandou a expedição militar que em 20 de fevereiro de 1942 ocupou Timor português usando a máxima força. Esteve até novembro de 1942.
Foi antecedido na função por William Watt Leggatt e por Nico Leonard Willem van Straten, comandantes das forças de ocupação respectivamente da Austrália e da Holanda.

## Biografia
Takeo Itō nasceu em Fukuoka. Era comandante do 228.º Regimento de Infantaria do Exército Imperial japonês quando se iniciou a Segunda Guerra Sino-Japonesa, tendo sido transferido para o comando do 114.º Regimento de Infantaria a 1 de setembro de 1941.
Depois de ser promovido a major-general em 25 de agosto de 1941, Itō foi encarregue do comando da 38.ª Divisão do Exército Imperial Japonês, divisão que seria encarregue da invasão de Hong Kong.
No início de 1942, Itō recebeu um comando independente, com uma unidade com o seu nome, o "Destacamento Itō", composta maioritariamente por forças do 228.º Regimento de Infantaria da 38.ª Divisão de Infantaria e do 1.º Kure SNLF, a qual tomou parte na Batalha de Ambon na tomada das Índias Orientais Neerlandesas (30 de janeiro – 3 de fevereiro de 1942) e na ocupação do Timor português. Todas estas campanhas foram caracterizadas pelo uso de uma extrema dureza e pelo massacre de prisioneiros.
No inicio novembro de 1942, Itō, com um Regimento da 38.ª Divisão, foi enviado para Guadalcanal. A 11 de novembro, durante a decisiva Batalha de Guadalcanal, Itō foi enviado pelo tenente-general Harukichi Hyakutake para atacar a força de Marines norte-americanos comandada pelo general Alexander Archer Vandegrift, que estavam empenhados na  Ofensiva do Matanikau contra as posições japonesas naquela área. Contudo, Vandegrift suspendeu a ofensiva naquele dia por ter recebido informações sobre os planos de Hyakutake. Itō colaborou mais tarde no comando de tropas da 38.ª Divisão durante a Batalha de Mount Austen, Galloping Horse e Sea Horse. Foi evacuado pela Operação Ke da Marinha Imperial Japonesa, com os sobreviventes da 38.ª Divisão da Batalha de Guadalcanal, durante a primeira semana de fevereiro de 1943. Alguns historiadores ocidentais[carece de fontes?] afirmam incorrectamente que Itō morreu em Guadalcanal.
Itō foi nomeado comandante da 40.ª Brigada Mista Independente, então estacionada na ilha de New Ireland, a 8 de julho de 1944. Foi promovido a tenente-general a 26 de novembro daquele ano.
No fim da Guerra, Itō foi aprisionado pelo Exército Australiano e julgado em como criminoso de guerra num tribunal militar, acusado do assassínio de civis chineses. Foi condenado à morte em Rabaul, New Britain, a 24 de maio de 1946. Contudo, Ito foi libetado a 28 de outubro e repatriado para o Japão. Faleceu a 24 de fevereiro de 1965[carece de fontes?].